# كلية البحرين الجامعية
كلية البحرين الجامعية هي جامعة خاصة تقع في قرية سار بمملكة البحرين. أنشئت في عام 2002. تقدم الجامعة برامج في إدارة الأعمال، وتقنية المعلومات، والتصميم الجرافيكي، بالإضافة إلى برامج الدراسات العليا. 

## الاعتماد
تم اعتماد كلية البحرين الجامعية من قبل وزارة التربية والتعليم كما تتلقى الجامعة الدعم الأكاديمي من البرامج الخارجية الإقليمية / الجامعة الأميركية في بيروت.

## تقييم
في عام 2011 قام وفد من هيئة ضمان جودة التعليم والتدريب بزيارة كلية البحرين الجامعية لتقييمها ونتج عن ذلك حصولها على تقييم يبعث على الثقة.